# Bernard Gates

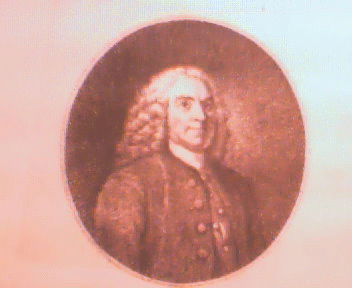
Bernard Gates

Bernard Gates (* 23. April 1686 in Den Haag; † 15. November 1773 in North Aston, Oxfordshire) war ein englischer Komponist und Sänger (Bass).

## Leben
Gates war seit 1697 Chorsänger der Chapel Royal. Später wurde er Gentleman und 1727 Master of the Children der Chapel Royal. 1732  führte er mit den Chorknaben der Chapel Royal Händels Oratorium Esther auf. Er war außerdem Mitglied des Chores der Westminster Abbey und Kanoniker an der St George’s Chapel von Windsor Castle sowie Gründungsmitglied der Academy of Vocal Music.
Nachdem seine Frau verstorben war, zog er 1756 nach North Aston. Seine letzte Ruhestätte ist im nördlichen Kreuzgang der Westminster Abbey.